# Estádio Gran Parque Central
O Estádio Gran Parque Central (ou simplesmente Parque Central) é um estádio de futebol uruguaio localizado em Montevidéu. É o estádio onde o Club Nacional de Football manda seus jogos.
Foi inaugurado em 25 de maio de 1900, porém, daquela época só restou o velho moinho atrás da arquibancada sul. Era o principal estádio do país antes da construção do Estádio Centenario.
O estádio passou por três grandes reformas: 1944, 1974 e 2005, está última fez com que o time voltasse a mandar partidas do Campeonato Uruguaio de Futebol e da Copa Libertadores da América em seu estádio próprio. Atualmente tem capacidade máxima para 37.000 espectadores.
Recebeu seis partidas da Copa do Mundo de 1930, entre elas a estreia do Brasil em Copas, com a derrota para a Iugoslávia por 2 a 1.
No terreno onde atualmente se localiza o Gran Parque Central, José Artigas foi nomeado chefe dos Orientais, em 1811. Esta data não faz mais que afirmar o sentimento oriental do Nacional, o forte vínculo do clube com as raízes históricas do Uruguai, que também se reflete no nome, escudo e uniforme do clube.
Para encontros que se possam ter um maior público que do Parque Central, utiliza-se o Estádio Centenario.

## Jogos da Copa do Mundo de 1930
Grupo 1
- 15 de Julho:  França 0 - 1  Argentina
- 16 de Julho:  México 0 - 3  Chile

Grupo 2
- 14 de Julho:  Iugoslávia 2 - 1  Brasil
- 17 de Julho:  Iugoslávia 4 - 0  Bolívia

Grupo 4
- 13 de Julho:  Estados Unidos 3 - 0  Bélgica
- 17 de Julho:  Estados Unidos 3 - 0  Paraguai

## Rugby
O estádio também recebe jogos da Seleção Uruguaia de Rugby, mas os diretores não querem mais jogos de rugby neste cenário.